# 彭福 (地名)
彭福，是臺灣新北市樹林區的主聚落及附近地區，位於該區東部。以行政區而言，範圍大致包括彭厝里東北大半部、彭興里西北大半部、彭福里、太順里、中華里、大同里、和平里、樹東里、崑崙里西南端凸出部分、樹北里、樹福里、樹德里不含西北端、樹西里、樹興里南部、育英里、樹南里、樹仁里東南半部。

## 歷史
台灣清治末期至日治初期，彭福地區為一街庄，稱為「彭福庄」，隸屬於海山堡。該庄南部昔日為大漢溪中沙洲，西南及南以陸地、沙洲地及大漢溪分流與山仔腳庄為界，東南及東以大漢溪主流及分流與溪洲庄、沙崙庄為界，北邊及西北邊為潭底庄、坡內坑庄。
1901年（日治明治三十四年）11月，該庄隸屬於桃園廳，編入第十七區。1905年（明治三十八年）7月，第十七區改稱「樹林區」。1920年（大正九年），該庄改制為「彭福」大字，隸屬於臺北州海山郡鶯歌庄，大字下有「樹林」、「彭厝」、「後村」、「太平橋」小字名。1940年，鶯歌庄升格為鶯歌街。
戰後鶯歌街改制為鶯歌鎮，隸屬於臺北縣，大字亦改制為里。1946年8月，鶯歌、樹林分治，本地區改隸屬新成立的樹林鎮。2010年12月，臺北縣升格為新北市，樹林鎮改制為樹林區。

## 河道變遷
從前大嵙崁溪（大漢溪）至三角湧附近（公館後地區西北部），因地勢低平，河面加寬，形成網狀河道。三峽溪（三峽河與橫溪各自注入大嵙崁溪分流河道，三峽溪於劉厝埔匯入分流，為橫溪匯注點之上游約八百公尺處。其後因河沙堆積，河床日漸昇高，導致分流消退，原本兩溪匯注處之大嵙崁溪分流河道成為三峽溪河道之延伸，因而形成今日三峽溪納橫榽之勢。
由於河道變遷，彭福地區東南端已變成大漢溪主流河道的一部分。

## 交通
台鐵縱貫線大致以東北－西南走向經過彭福地區北部，境內設有樹林車站，等級屬一等站，各級列車均有停靠。該站為東部幹線（宜蘭、花蓮及臺東方向路線）對號列車的實際起點站及終點站；也是宜蘭線區間車以及太魯閣號主要起點站及終點站。
市道114號（中山路三段）是永安漁港至萬華的道路，在本地區境內大致與台鐵縱貫線併行，往東北轉東過浮洲橋可前往板橋、臺北，往西南可前往鶯歌、八德、中壢、新屋等地。

## 學校
- 樹林高中
- 育林國中（部分）
- 樹林國小
- 彭福國小
- 大同國小